# Грубское
Грубское (укр. Грубське) — село на Украине, находится в Коростышевском районе Житомирской области.
Население по переписи 2001 года составляет 131 человек. Почтовый индекс — 12534. Телефонный код — 4130. Занимает площадь 1,047 км².

## Известные люди
В селе родился украинский скульптор Иосиф Марчинский.

## Адрес местного совета
12534, Житомирская область, Коростышевский р-н, с.Щеглиевка